# Zulkifl (profeet)
Zulkifl (Arabisch: ذو الكفل) is in de islam een profeet wiens naam in de Koran voorkomt. De algemene opvatting binnen de islam is, dat God hem naar de Bani Isra'iel (Israëlieten) heeft gezonden. Zulkifl is in het jodendom en christendom bekend als Ezechiël.
Er wordt aangenomen dat "Zulkifl" niet zijn werkelijke naam is maar slechts een bijnaam. Het betekent "eigenaar van zijn deel en lot". Hiermee wordt uiteraard zijn hoge positie in het hiernamaals bedoeld en niet het wereldse. Er worden in de overleveringen verschillende namen aan hem gegeven.
Sommige oelama hebben gesuggereerd dat Zulkifl, Bisr zou zijn, de zoon van de profeet Ayyub. Echter berusten deze claims niet op enige argument of bewijs.
Zulkifl wordt in de Koran in twee verschillende aya genoemd. God noemt hem samen met de profeten Ismail en Idris en maakt duidelijk dat zij geduldige en rechtvaardige dienaren waren en dat Hij hen in Zijn genade heeft opgenomen. Bij de overige aya wordt hij samen met Ismaël en Al-Jasa genoemd en wordt er melding van gemaakt dat hij tot de goeden behoort.
God noemt in de Koran de namen van sommige profeten en looft hen ook daarbij. Zo behoort Zulkifl ook tot de profeten die mensen tot tawhied hebben geroepen en daarbij Gods liefde en lof hebben verdiend.
Volgens een overlevering van Tabari, leefde Zulkifl in Damascus in Syrië. Daar zou hij het volk hebben opgeroepen om in God te geloven, om tot God te bidden en om eerlijk te leven. 

## Graf

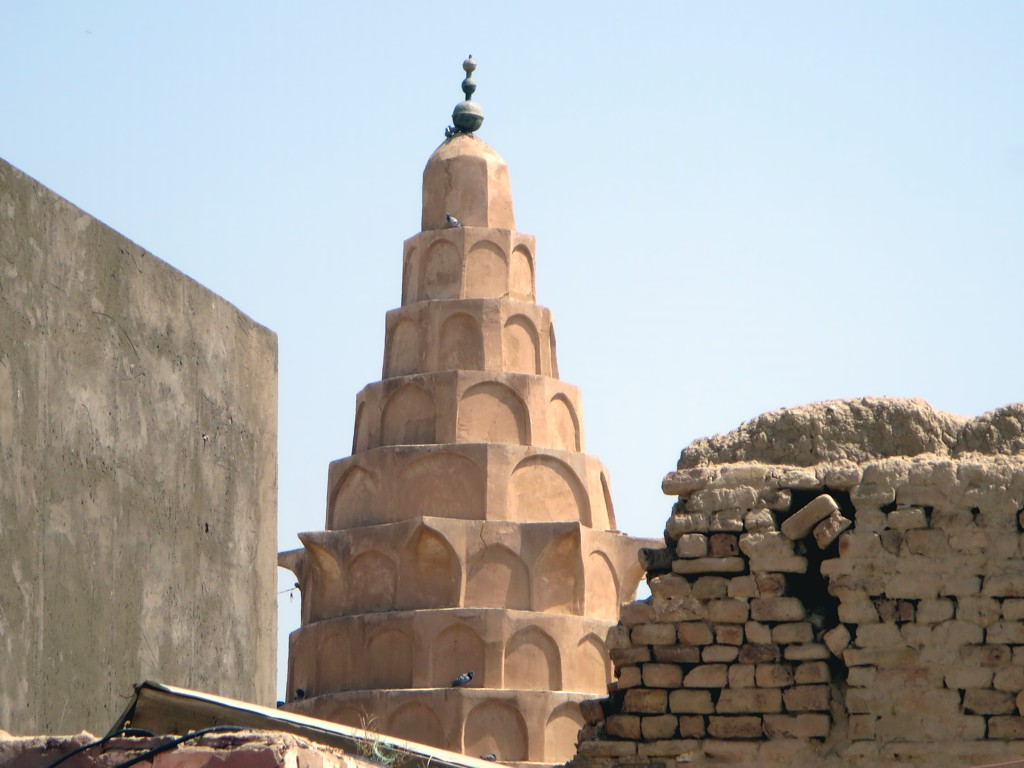
Zulkifl heiligdom in Al-Kifl, Irak

Joden en Moslims geloven dat Zulkifl's graf zich bevindt in Al-Kifl, in het zuiden van Irak.  